# یهودستیزی در ایران

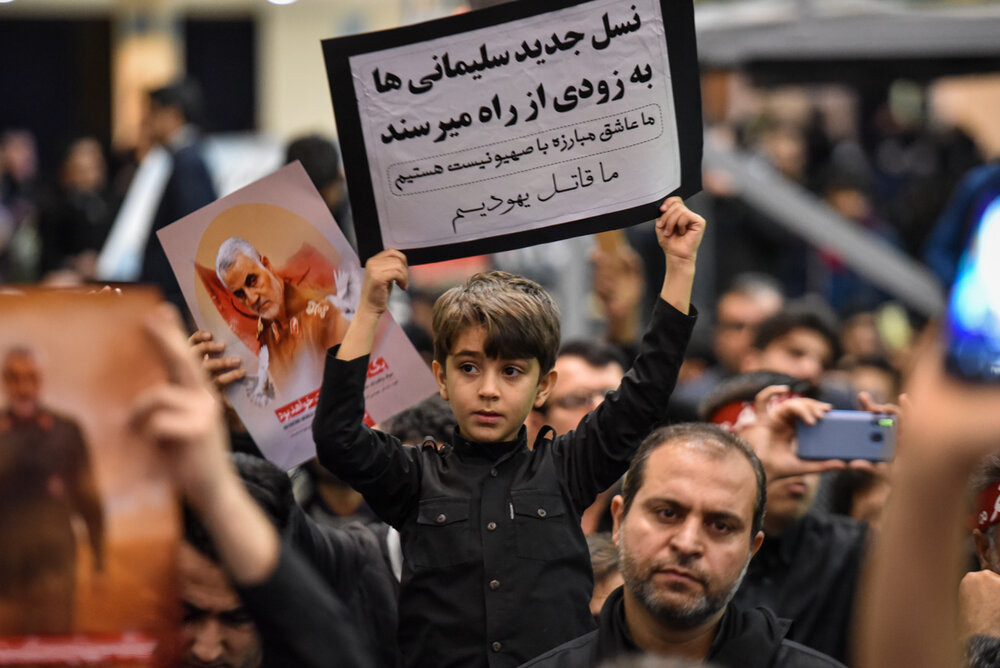
نمونه‌ای از شعارهای یهودستیزانه

بسیاری از منابع ظهور یهودستیزی در ایران را از دو سه قرن اخیر بدین سو دانسته‌اند. در تکذیب این مسئله، مقامات ایرانی تنفر و انزجار خود را اغلب متوجه صهیونیسم و اسرائیل (و نه یهودیان) اعلام می‌کنند، اما بسیاری از کارشناسان همواره اذعان داشته‌اند که در ادبیات نفرتی (به انگلیسی: hate speech) جمهوری اسلامی ایران، فرق آنچنانی بین یهودیان، اسرائیل، و صهیونیسم دیده نمی‌شود و مرز مشخصی بین این‌ها قابل مشاهده نیست. ولی با این حال برخی معتقدند که یهودستیزی در تاریخ ایران جایگاه ریشه‌ای نداشته‌است.
بر پایه برخی از منابع دیگر، یهودستیزی در تاریخ گذشته ایران، سیستماتیک بوده و فقط به دوره اخیر، محدود نمی‌شود.
به گزارش اتحادیه ضد افترا (ADL Global 100) در میان کشورهای خاورمیانه کمترین ضریب یهودستیزی (معادل ۵۶ درصد) را جامعه ایران به نمایش می‌گذارد.

## پیشینه
در کشورهای اسلامی مانند ایران فعلی، به‌طور کلی یهودیان (به همراه سایر اقلیتهای مذهبی) به عنوان اهل ذمه شناخته می‌شدند. آن‌ها بدین خاطر مجبور به پرداخت جزیه بودند. در بغداد در سده‌های میانه، یهودیان مجبور به پوشیدن لباسهای مخصوص یا وصله‌ای بر روی لباس خود می‌شدند.

## سرکوب یهودیان بخارا
چالا به گروهی از یهودیانِ بخارا گفته می‌شود که به واسطهٔ زور مجبور شدند به اسلام بگروند. در اثر این اتفاق این یهودیان در ظاهر مسلمان شده و تعلیماتِ اسلامی را پیروی می‌کردند و در خفا به پیروی از دینِ یهود ادامه می‌دادند. آنها فقط با یکدیگر ازدواج کرده و در محله‌های خود ساکن بودند. داستانِ زندگی آنها مشابه مارانوها در اسپانیا است.

## آزار یهودیان اصفهان
در سال ۱۰۳۶ خورشیدی، محمد بیک اعتمادالدوله حاکم اصفهان سربازان خود را به خانه‌های یهودیان شهر فرستاده و به آنان یک روز مهلت داد تا یا مسلمان شوند یا تمامی از شهر خارج شوند. در سال ۱۲۱۸ خورشیدی، یهودیان مشهد به زور چاقو و شمشیر به اسلام گراییدند. کنیسهٔ شهر سوزانده شد و یهودیان با تغییر اجباری دین، از قتل‌عام خود جلوگیری کردند.
در ادبیات فارسی، رمان جهودکشان که آن را نخستین رمان ایرانی دانسته‌اند، تصویری از یهودستیزی دوران قاجار در ایران به‌دست می‌دهد.
در دوران رضاشاه، شایعه اینکه هیتلر به اسلام گرویده، باعث پیدایش علاقه بسیاری افراد به حزب نازی آلمان گردید.

## آزار یهودیان همدان

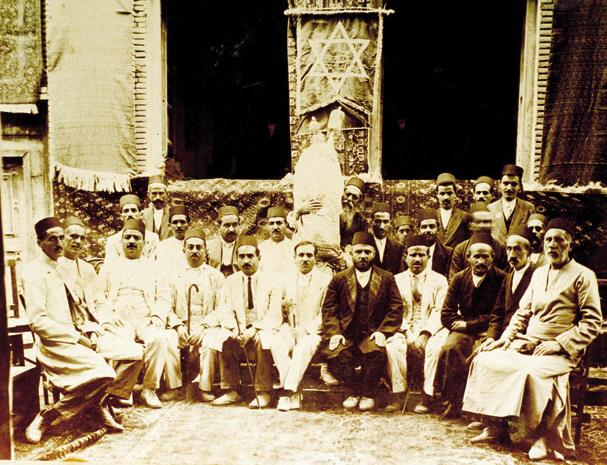
یهودیان همدان در سال ۱۹۱۳. بسیاری از این یهودیان در نهضت مشروطیت شرکت کردند.

در ۱۸۹۴، در جریان ناآرامی‌های ضدیهودی در همدان، یک روحانی به نام ملاعبدالله، «آزار یهودیان و مسیحیان را رهبری می‌کرد». در این بین، ایران از دادن اجازه به آمریکاییان برای تأسیس یک مدرسه تحت سرپرستی مسیونری بنام جیمز هاوکس (James Hawkes) برای مسیحیان و یهودیان همدان خودداری ورزید، و هنگامی که یک گروه افراطی مذهبی مسلمان شهر به جرج هولمز (George W. Holmes) حمله‌ور شدند، الکساندر مکدونالد، کنسولگر آمریکا در ایران، نتوانست کاری از پیش برد.
با این حال، هر چند آمریکاییان نیز در این ماجراها درگیر بودند، اما این آزار بیشتر متوجه ۳۰۰۰ یهودی ساکن آن شهر بود.

## کشتار یهودیان رشت
یهودی تپه نام محله‌ای است در شهر رشت که مسجدی نیز در آن واقع است.
بنا بر یک روایت، در یک روز دوشنبه بارانی در این محله مردی یهودی تعرضی به یک زن مسلمان انجام داده‌است و این عمل خشم مسلمانان را برانگیخته و به کشتار یهودیان منجر شده‌است. همین روایت می‌افزاید جسد همه یهودیان در زیر همین مسجد دفن شده‌اند. این روایات همچنین از عده‌ای از یهودیان ساکن رشت در محله استادسرا یاد می‌کند که به سیاهکل کوچ کرده و در مدخل این شهر ساکن شدند. به ادعای این روایت، اموال یهودیان کشته‌شده طی این حادثه ازجمله کنیسهٔ آنان به مسلمین واگذار شده‌است.

## جمهوری اسلامی

پوستری در ایستگاه مترو تهران پیش از روز قدس

بعد از انقلاب اسلامی رسانه‌ها و افراد وابسته به حکومت ایران اسرائیل، صهیونیسم و حتی گاهی یهودیت را به عنوان دشمن خود و بشریت معرفی می‌کردند. در مراسم روز قدس در ایران که هر ساله در آخرین جمعه ماه رمضان به عنوان نماد دفاع از مردم فلسطین برگزار می‌شود، گاهی نمادهای یهودیت مورد نفرت قرار می‌گیرد.

## دیدگاه‌های یهودستیزانه

### احمد فردید
برخی نوشته‌ها احمد فردید را «تئوریسین خشونت» و نخستین اشاعه‌گر یهودستیزی در ایران دانسته‌اند.

### محمود احمدی‌نژاد
ظهور محمود احمدی‌نژاد در صحنه سیاست ایران و اتخاذ سیاست‌های تشنج‌زایی همانند انکار هولوکاست و برپایی همایش بین‌المللی بررسی هولوکاست: چشم‌انداز جهانی، باعث برانگیختگی احساسات ضدیهودی فراتری در ایران گردیده، تا جاییکه مقامات اسرائیل خواستار محاکمه وی در دادگاهی بین‌المللی به جرم جنایات جنگی شده‌اند. وی در میان محافل سیاسی جهان به اشاعه «ادبیات نفرت» شهرت دارد. بسیاری معتقدند که چنین ادبیاتی وجههٔ یهودستیزانهٔ بدی به جمهوری اسلامی ایران داده‌است.

### حائری شیرازی
محی‌الدین حائری شیرازی، عضو مجلس خبرگان رهبری ایران، در نشست ماهیانه بسیج جامعه پزشکی در مرداد ۱۳۸۹، با بیان این‌که «شیطان در عصر حاضر از طریق دانشگاه وارد می‌شود و فسادش را عملی می‌کند»، اظهار داشت: «امروز یهود از راه علوم انسانی وارد شده‌است مسائل را علمی می‌کند و از این راه نفوذ پیدا می‌کند.»

## نجاست یهودیان در فقه اسلامی
- محمدتقی بهجت فومنی اهل نصار و یهود را نجس می‌دانست.[۲۴]
- سید علی خامنه‌ای نجاست اهل کتاب را «نامعلوم» دانسته و آنان را دارای «طهارت ذاتی» و «نجاست ظاهری» دانسته‌است.[۲۵]